# SOFAR
A SOFAR könnyű,  pilóta nélküli felderítő repülőgép, melyet a lengyel WB Electronics és az izraeli Top I Vison cég a Casper 250 elődtípusból fejlesztett ki. A kis méretű repülőeszközt egy ember hátizsákban szállíthatja, kézből indítható, törzse teleszkóposan kihúzható szerkezetű, orr-része moduláris, cserélhető, többféle fejrészt fejlesztettek ki hozzá. Az irányító központtal a NATO-szabványos,  4,4-5,0 gigahertzes frekvencián, digitális adatátvitellel kommunikál.
A Magyar Honvédség 2 komplexum rendszeresítését tervezte 3-3 repülőgéppel, összesen 690 000 euróért, ezeket elsősorban Afganisztánban használták volna. A tervek szerint irányítóközpontjukat Mercedes-Benz terepjáró gépjárművekre telepítették volna. A gépek rendszerbe állításával kapcsolatban nem részletezett, komoly problémák adódtak, emiatt felmerült, hogy egy konkurens típust is rendszeresítsenek.

## Műszaki adatok
- Szárnyfesztávolság: 2,5 m
- Törzs hossza: 1,7 m
- A szerkezet anyaga: kompozit
- Tömeg: 3,9 kg
- Emelkedési sebesség: 7 m/s
- Repülési sebesség: 20–90 km/h
- Kamera tömege: 0,6 kg
- Kamera mérete (átmérő x hossz): 90 mm x 130 mm
- Teljesítmény felvétel: kevesebb mint 15 W
- Üzemi hőmérséklet: -10°C - +50°C
- Adatátviteli frekvenciák: 4,4 és 5 GHz (NATO kompatibilis)
- Hordozható kamerák típusai: infra, hő és alacsony fényigényű CCD

## Külső hivatkozások